# Gà lôi Tây Á
Gà lôi Tây Á (danh pháp hai phần: Tragopan melanocephalus) là một loài chim trong họ Phasianidae.

## Hình ảnh

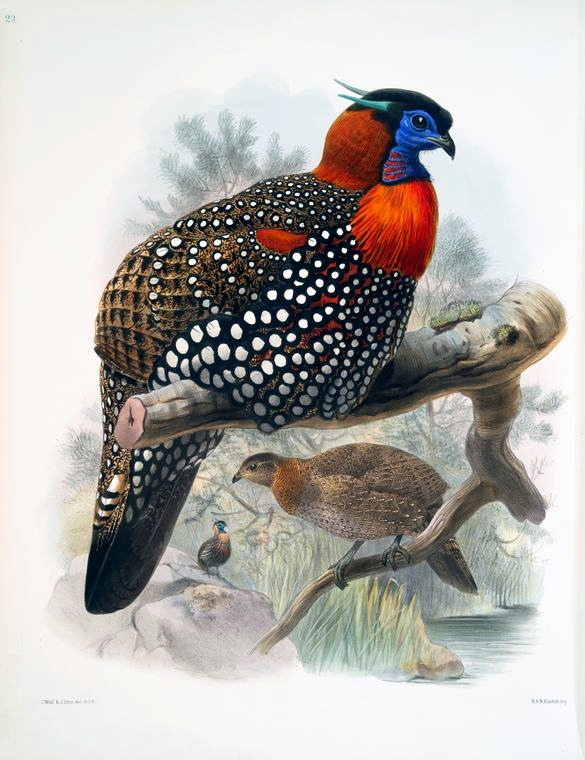
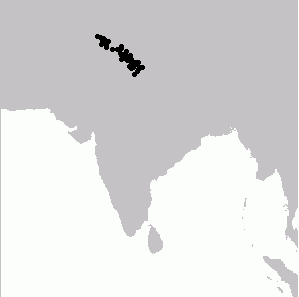